# Nederländernas herrlandslag i ishockey

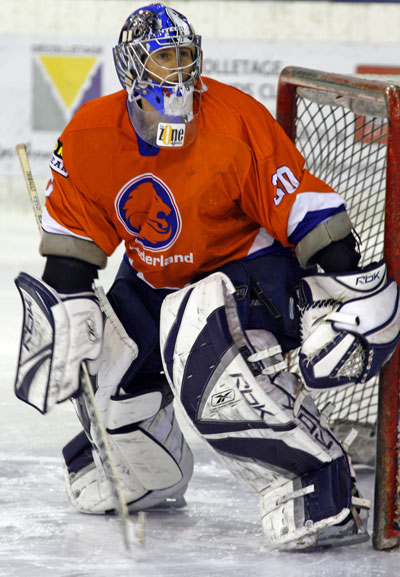
Phil Groeneveld

Nederländernas herrlandslag i ishockey representerar Nederländerna i ishockey för herrar. Första matchen spelades den 5 januari 1935 i Amsterdam, och förlorades med 0-4 mot Belgien . Nederländerna spelade i A-VM senast 1981. Nederländerna har spelat även deltagit i OS-sammanhang, senaste och enda gången var i OS i ishockey 1980 där man blev nia.

## VM-statistik

### 1935-2006
| VM-Turneringar    | Matcher | Segrar | Oavgjorda | Förluster | Gjorda mål | Insläppta mål | Poäng |
| ----------------- | ------- | ------ | --------- | --------- | ---------- | ------------- | ----- |
| A-VM              | 22      | 2      | 0         | 20        | 34         | 156           | 4     |
| B-VM/Division I   | 186     | 57     | 25        | 104       | 408        | 470           | 139   |
| C-VM/Division II  | 71      | 40     | 3         | 28        | 426        | 324           | 83    |
| D-VM/Division III | 0       | 0      | 0         | 0         | 0          | 0             | 0     |

### 2007-
| VM-Turneringar | Matcher | Segrar | Förluster | Sudden deaths-/Straffläggningssegrar | Sudden deaths-/Straffläggningsförluster | Gjorda mål | Insläppta mål | Poäng |
| -------------- | ------- | ------ | --------- | ------------------------------------ | --------------------------------------- | ---------- | ------------- | ----- |
| VM             | 0       | 0      | 0         | 0                                    | 0                                       | 0          | 0             | 0     |
| Division I     | 49      | 12     | 32        | 2                                    | 4                                       | 139        | 202           | 44    |
| Division II    | 5       | 4      | 0         | 1                                    | 0                                       | 24         | 6             | 14    |
| Division III   | 0       | 0      | 0         | 0                                    | 0                                       | 0          | 0             | 0     |

- ändrat poängsystem efter VM 2006, där seger ger 3 poäng istället för 2 och att matcherna får avgöras genom sudden death (övertid) och straffläggning vid oavgjort resultat i full tid. Vinnaren får där 2 poäng, förloraren 1 poäng.